# Tokutaro Sakurai
Tokutaro Sakurai (桜井徳太郎, Tokutaro Sakurai) (21 juin 1897 — 28 décembre 1980) est un major général de l'armée impériale japonaise, commandant les forces terrestres japonaises en Birmanie  pendant la Seconde Guerre mondiale.